# Bière de Brabant
Bière de Brabant is een verzamelnaam voor 7 Belgische bieren die allemaal “de Brabant” in de naam dragen. De bieren wordt gebrouwen in opdracht van brouwerij John Martin, gevestigd te Genval. Waar de bieren gebrouwen worden, wordt niet bekendgemaakt door de firma.

## Bieren
4 van de 7 “Bière de Brabant” worden hier samengebracht. De Blanche de Brabant, Pils de Brabant en Spéciale de Brabant worden afzonderlijk beschreven omdat dit specifieke soorten zijn.
- Rousse de Brabant is een amberkleurige special ale met een alcoholpercentage van 5,2%.
- Blonde de Brabant is een blond bier van hoge gisting met een alcoholpercentage van 6%.
- Double de Brabant is een bruin dubbel bier met een alcoholpercentage van 6,5%.
- Triple de Brabant is een blonde tripel met een alcoholpercentage van 8,5%.